# Kiyofumi Nagai
Kiyofumi Nagai (Japans: 永井清史, Nagai Kiyofumi) (Mino, 18 mei 1983) is een Japans voormalig baanwielrenner.

## Carrière
In 2003 won Nagai de wereldbekerwedstrijd Teamsprint in Sydney samen met Toshiaki Fushimi en Tomohiro Nagatsuka. Op de Olympische Spelen van 2008 in Peking won Nagai een bronzen medaille op de keirin. In 2007 en 2008 nam hij deel aan de Wereldkampioenschappen baanwielrennen, hier won hij geen medailles.